# Digital: A Love Story
Digital: A Love Story è un videogioco indipendente sviluppato da Christine Love e pubblicato nel febbraio del 2010.
Basato su Uplink e distribuito sotto licenza Creative Commons, è ambientato negli anni 1980 ed è incentrato sull'uso di BBS. Il videogioco ha ricevuto recensioni positive dall'Economist, oltre ad essere stato elencato come uno dei migliori videogiochi indie del 2010.